# Loxosceles rufescens
Il ragno violino (Loxosceles rufescens Dufour, 1820) è un ragno appartenente alla famiglia dei Sicaridi. Specie nativa dell'area mediterranea, ha abitudini notturne e non è aggressivo; in rari casi il suo morso può dare gravi complicanze sanitarie all'uomo.

## Descrizione
Si tratta di un ragno piuttosto piccolo, che non supera i 9 mm di corpo e che può raggiungere al massimo i 4-5 cm con le zampe; le femmine hanno il corpo leggermente più grande dei maschi, i quali hanno, per contro, le zampe un po' più lunghe. È di aspetto poco appariscente, di colore marrone-giallastro piuttosto uniforme, fatta eccezione per una macchia sul prosoma che ricorda vagamente la sagoma di un violino, col "manico" che si estende verso l'addome, da cui deriva il suo nome comune. Il prosoma è piatto e più largo dell'opistosoma; le zampe sono lunghe, disposte lateralmente come nei Thomisidae. Una peculiarità di questo ragno è inoltre quella di avere sei occhi, anziché otto come la maggioranza dei ragni, disposti in modo caratteristico in tre coppie.

## Biologia
Si tratta di una specie notturna, che caccia liberamente senza l'ausilio di una ragnatela; tesse solo pochi fili disordinati negli stretti anfratti che usa come rifugi, dai quali comunque non si allontana mai eccessivamente. Tipicamente il maschio esce dalla tana quando è notte per andare in cerca della femmina. Non è un ragno mordace e se disturbato tende ad allontanarsi, ma può casualmente rintanarsi fra lenzuola o vestiti, aumentando le probabilità che reagisca tramite il morso in caso si senta minacciato.
In ambiente selvatico, la specie predilige gli habitat caldi e asciutti e dimora generalmente sotto i sassi o nelle crepe fra le rocce; si è però ben adattata agli ambienti antropizzati e la sua presenza nei dintorni o all'interno delle abitazioni umane è frequente. Date le sue abitudini notturne, durante il giorno sta generalmente rintanato nelle fessure dei muri, dietro a quadri, infissi, mobili, battiscopa o materiale accumulato in angoli poco frequentati della casa, quindi gli incontri con l'uomo sono rari.

### Pericolosità

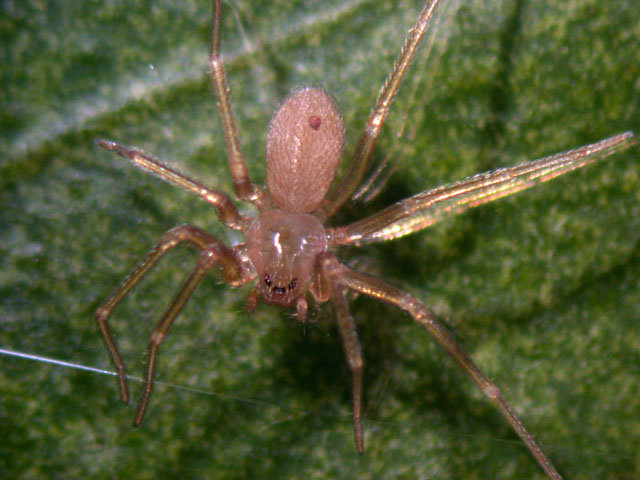
Esemplare fotografato a Siviglia

Analogamente alle altre specie del genere Loxosceles, il ragno violino è in grado di mordere anche l'uomo, però è un ragno molto timido e per nulla aggressivo, che predilige la fuga dove possibile; i morsi sono più probabili nel caso in cui si rifugiasse all'interno di scarpe o vestiti e venisse inavvertitamente schiacciato.
Il morso è indolore nell'immediato e i sintomi compaiono anche diverse ore dopo; in due terzi dei casi il ragno infligge un morso a secco o comunque inietta una bassa quantità di veleno, causando solo moderato indolenzimento e arrossamento locale, che passa da solo in poco tempo senza ulteriori complicazioni. Invece in circa un caso su tre il ragno inietta la sua citotossina che, specialmente in soggetti deboli o debilitati, può causare loxoscelismo, ossia la formazione prima di un edema e poi di un'ulcera necrotica più o meno estesa che può perdurare anche alcuni mesi prima di guarire, e che va trattata ricorrendo alla chirurgia plastica per sostituire il tessuto morto con tessuto sano, anche per evitare ulteriori infezioni; molto improbabili le reazioni sistemiche, che sono invece possibili nel caso delle specie americane del genere Loxosceles. La gravità della situazione dipende comunque dalla localizzazione del morso e dall'estensione della gangrena, oltre che dai relativi rischi indiretti di infezione, che possono andare a sommarsi ad eventuali altre patologie da cui è affetto il soggetto morso.
Per questo motivo il ragno violino è considerato una delle uniche due specie italiane con potenziale rilevanza medica (l'altra è la malmignatta, Latrodectus tredecimguttatus). Dato che le lesioni causate dal ragno violino sono uguali a quelle provocate da altri artropodi o da altri agenti e dato che spesso non si coglie il ragno "in flagrante" visto che il morso è indolore, è difficile avere un quadro completo dei casi di loxoscelismo causato dal ragno violino. Nel complesso la specie è molto meno pericolosa di diverse congeneri che si trovano nelle Americhe, quali L. reclusa, L. laeta e L. intermedia.
La tossicità del veleno è da imputare alla presenza dell'enzima sfingomielinasi D.
È del 2015 il primo caso fatale in Europa attribuibile, probabilmente, a questo aracnide, quello di una donna morsa a un dito della mano, deceduta in seguito alla formazione di coagulazione intravascolare disseminata. Nel 2015 e nel 2017 si sono verificati due decessi in Italia che, inizialmente attribuiti al morso di un ragno violino, sono stati poi riconosciuti come causati dalle gravi patologie preesistenti dei due pazienti. Anche nel 2024 si riportano due casi di decessi attribuiti a L. rufescens, per i quali mancano tuttavia conferme scientifiche che riconducano le morti esclusivamente al morso del ragno.

## Distribuzione

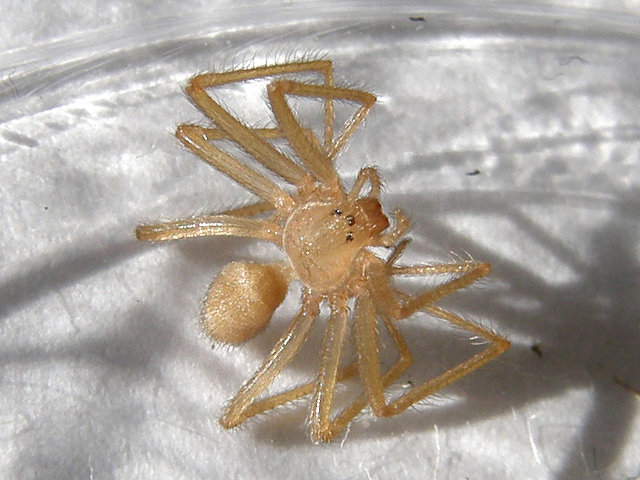
Esemplare fotografato a Madrid

La specie è nativa dell'area mediterranea, in particolare dall'Europa meridionale e dal Nord Africa fino all'Iran; per quanto riguarda l'Europa, la sua presenza è attestata in Italia, nella penisola iberica, in Turchia, nel sud della Francia, in Croazia e in Grecia.. In Italia è segnalata in tutto il territorio nazionale. 
È stata introdotta negli Stati Uniti continentali, in Macaronesia, Sudafrica, India, Cina, Giappone, Corea, Laos, Thailandia, Australia e isole Hawaii.